# Trammuseum Thuin
Trammuseum van de ASVi er et sporvejsmuseum beliggende i Thuin i Belgien. Museet åbnede 15. august 2004 og drives af Association pour la Sauvegarde du Vicinal (ASVi).
Museets samling består først og fremmest af smalsporet materiel fra Vicinal Nationale Maatschappij van Buurtspoorwegen (NVMB), hvoraf de fleste blev benyttet på Charlerois omfattende sporvejsnet. Materiellet er opstillet i en museumsbygning i Thuin. Herfra køres der ad en museumslinie mellem Thuin (Ville Basse) og Lobbes på en rest af den tidligere sporvejslinie 92 til Anderlues. Linjen, der er metersporet, drives med diesel og elektricitet.